# Isaac Newton (político)
Isaac Newton da Silva Pessoa (Cruzeiro do Sul, 12 de março de 1934 - Manaus, 20 de novembro de 2014) foi um advogado, bancário e político brasileiro. Foi deputado federal por Rondônia.

## Biografia
Filho de Newton de Vasconcelos Pessoa e Hilda da Silva Pessoa, ingressou no Banco do Brasil em 1957 e trabalhou em Manaus, Rio Branco, Rio de Janeiro e Guajará-Mirim, onde foi requisitado como assessor jurídico da prefeitura, visto que era advogado formado em 1969 pela Universidade do Estado do Rio de Janeiro. 
Filiado à ARENA, foi eleito deputado federal por Rondônia em 1978 ingressando no PDS após o fim do bipartidarismo em 1980, não sendo, porém, reeleito em 1982 filiando-se posteriormente ao PMDB.
Em 12 de setembro de 1985 foi preso em Brasília, acusado de chefiar uma quadrilha de narcotraficantes desbaratada em Fernandópolis sendo condenado a dez anos de prisão e multa. Graças à progressão de regime, deixou a prisão em 1990 e voltou à advocacia.